# Mała hidżra
Mała hidżra (z arab. الهجرة إلى الحبشة) – emigracja zwolenników proroka Mahometa z Mekki do Abisynii w 616 roku związana z trudnym położeniem muzułmanów.